# 拉塞尔 (堪萨斯州)
拉塞尔（英語：Russell）位于美国堪薩斯州中部，是拉塞尔县的县治。根据2020年美國人口普查，共有4,401人。